# Manon André
Pour les articles homonymes, voir André (patronyme).

a Compétitions nationales et continentales officielles uniquement.

b Matchs officiels uniquement.
Dernière mise à jour le 3 juillet 2024.
Manon André, née le 22 septembre 1986 à Muret, est une joueuse internationale française de rugby à XV. Elle évolue au poste de troisième ligne aile au Blagnac Saint-Orens Rugby durant sa carrière.

## Biographie
« Mes parents ne tenaient pas à ce que je joue au rugby à XV, raconte Manon, l'Ariégeoise (elle vit à Cerizols). J'ai donc fait six ans de basket à Salies-du-Salat. Puis, à la fac de sports à Toulouse, j'ai rencontré des filles qui jouaient en universitaires avant de s'inscrire à Saint-Orens. Un an plus tard, elles m'ont convaincue de les rejoindre. C'était en 2008. »
Elle honore sa première cape internationale en équipe de France le 10 août 2009 contre l'Afrique du Sud lors de la Coupe des Nations 2009. Elle fait partie de l'équipe de France de rugby à XV féminin disputant la coupe du monde 2010.
Le 14 mars 2014, elle gagne le Grand Chelem avec l'Équipe de France au stade du Hameau à Pau, au terme d'une cinquième victoire en autant de rencontres du Tournoi des Six Nations face à l'Irlande (19-15),.
Elle participe à la Coupe du monde de rugby à XV féminin 2014, qui se dispute en France du 1er août au 17 août 2014.
En 2017, elle est retenue dans le groupe pour disputer la Coupe du monde de rugby à XV féminin 2017 en Irlande.
En 2017, elle met un terme à sa carrière et devient entraîneur de l'équipe cadette du Blagnac rugby féminin.

## Palmarès
- Tournoi des six Nations (France) :
  - Vainqueur (1) : 2014 (grand chelem)
- Troisième de la Coupe du monde 2014
- 40 sélections en Équipe de France au 31 12 2014[2]